# Bremen-Farge
Bremen-Farge – stacja kolejowa w Bremie, w Niemczech. Znajduje się tu 1 peron.